# Ingrid Jonker
ngrid Jonker em 1956
Ingrid Jonker (19 Setembro 1933 - 19 Julho 1965) (OIS), era uma poetisa sul-africana. Embora escrevesse em Afrikaans, os seus poemas foram amplamente traduzidos para outras línguas.
Durante as décadas de 1950 e 1960, que assistiram à aplicação draconiana das leis do Apartheid e à escalada da violência entre as forças de segurança do governo e o uMkhonto we Sizwe, a ala paramilitar do Congresso Nacional Africano, Jonker associou-se à boemia literária racialmente mista da Cidade do Cabo. Tanto nos seus poemas quanto nas entrevistas em jornais, Jonker era muito vocal na denúncia às políticas raciais do governo sul-africano e uma crescente censura à literatura. Isto levou-a a um conflito aberto com o pai, membro do Parlamento do Partido Nacional no poder. Juntando a isso, a turbulenta vida amorosa de Jonker fez com que a própria  boemia literária da Cidade do Cabo a sujeitasse ao ostracismo, levando-a à depressão e ao suicídio. Apesar disso, Jonker alcançou um status icónico na África do Sul pós-Apartheid e é comparada a Sylvia Plath e Marilyn Monroe.

## Origens da família
Em ambos lados da família, os ancestrais de Ingrid Jonker tinham vivido na África do Sul durante séculos. O antepassado do pai, Adolph Jonker, era filho de um proprietário duma quinta de Macassar, nas Índias Orientais Holandesas, e emigrou para a Colónia do Cabo durante o início do século XVIII. Adolph Jonker era professor e diretor da congregação Holandesa Reformada do Drakenstein. Em 1740, casou-se com Maria Petronella Langeveld, filha de Jacobus Langveld e uma mulher desconhecida do Cabo.
O pai de Ingrid, Abraham Jonker (1905-1966), nasceu a 22 Abril 1905 na quinta de Kalkfontein, no distrito de Boshoff, antigo Estado Livre de Orange. Em 1910, a irmã mais velha de Abraham afogou-se no rio Vaal.
Após completar a escola secundária em 1922, Ingrid Jonker estudou na Universidade de Stellenbosch entre 1923 e 1930. Obteve um bacharelado, com especialização em grego antigo e holandês e em teologia. Os estudos teológicos de Jonker eram, no entanto, mais do desejo de agradar aos pais do que qualquer interesse real. Em 1928, Jonker recebeu o diploma de candidato teológico com honras.
De acordo com um artigo em dezembro de 1966 de Jack Cope na London Magazine, a mãe de Ingrid, "Beatrice Cilliers, veio de uma antiga família huguenote, com gerações de grandes intelectuais".
Embora os antepassados da família Cilliers tivessem deixado a França para continuar a sua religião calvinista, os avós de Ingrid tinham, de acordo com a historiadora Louise Viljoen,  em relação à Igreja Reformada Holandesa na África do Sul uma atitude "não convencional para a época e a comunidade às quais eles pertenciam".
Beatrice Catharina Cilliers (1905-1944), filha de "Swart Fanie" e Anna Cilliers, conheceu Abraham Jonker enquanto estudante de música na Universidade de Stellenbosch e casaram-se em 1930.
Após o casamento, Abraham Jonker trabalhou como organizador de viagens no Partido Nacional antes de se tornar jornalista na Cidade do Cabo para publicações como Burger, Dir Huisgenoot, Jongspan e Suiderstern . Jonker obteve um doutorado com honras emliteratura Afrikaans. Criou a sua própria revista bilíngue, Die Monitor, que ele próprio vendia, para como ele afirmou, se dedicar ao jornalismo e à literatura.
Em 1933, Abraham e Beatrice Jonker faziam parte dum círculo de intelectuais da Cidade do Cabo que "aderiam às antigas tradições do Cabo discutimdo questões culturais, políticas e sociais". Gladstone Louw descreveu mais tarde, "o escritor e jornalista Abraham Jonker", como "inteligente, mas intratável e frustrado".
W.A. de Klerk referiu mais tarde: “Direi que a incapacidade de Ingrid ser feliz a nível pessoal originou no próprio ambiente familiar disfuncional. O pai não era um homem fácil. Era de facto violento. . . a minha esposa lembra-se das noites em que a mãe de Ingrid fugia de casa com a Annatije ainda uma bebé."

## Vida inicial
Ingrid Jonker nasceu na quinta do avô materno perto de Douglas, Northern Cape, aos 19 de Setembro 1933. Pouco antes da nascença,  Beatrice, a mãe de Ingrid com a filha Anna, tinha deixado Abraham Jonker no subúrbio de Vredehoek, na Cidade do Cabo.
Beatrice e Anna Jonker foram viver para a quinta dos pais de Beatrice, "Swart Fanie" e Anna Cilliers.
Segundo Louise Viljoen, "Beatrice rejeita rejeitou por carta o pedido de Abraham para ela voltar".
A infância de Ingrid e Anna foi passada em pequenas quintas do avô.
Ingrid escreveu mais tarde: "Na época, o meu pai não frz parte da família e o meu avô Fanie Cilliers, apesar de paralisado e de cama durante 15 anos, tinha um humor contagiante e era a pessoa mais vivaz que eu já conheci, governava a casa duma maneira exuberante.” 
Anna lembrava-se ainda: "Ingrid sempre foi a menina da Ouma (avó). Ouma Annie Retief, a bela Annie de Paarl, uma mulher esbelta e fina, com olhos verdes que muitas vezes brilhavam, mas às vezes podiam tornar-se severos. "
Os avós de Jonker mudaram-se então para Durbanville.
Enquanto pequenas, Ingrid e Anna frequentavam os parentes ricos da avó, que eram proprietários de  vinhas em Paarl. Anna lembrou mais tarde: "Frequentemente visitávamos a família em Paarl. As pessoas mais velhas que conhecíamos eram a mãe e a tia da Ouma, e viviam em Hillside, em Paarl. Ficávamos boquiabertas com a grandeza da casa e como tudo era impecavelmente limpo. Dáva-nos a impressão de ter que lavar as mãos constantemente mesmo quando só presenteavam com comida deliciosa ou biscoitos finos. A bisavó queria que as meninas se tornassem senhorinhas a sério. Sentávamo-nos em pufes com os tornozelos cruzados, tentando não nos rir do nome estranho do assento, enquanto elas muito solenes desenvolviam assim laços familiares. "
Anna também se lembrou do pai um dia: "Abraham vei-nos ver a Durbanville, mas a minha  mãe ficou tão perturbada ao vê-lo que o Oupa lhe disse para se manter afastado. Os rumores começaram então em Stellenbosch. A Ingrid nunca soube disso."
Ingrid escreveu mais tarde: "A casa que lembro é a de Durbanville, onde morámos até aos meus cinco anos. Nunca me esqueço do meu avô aos risos a dizer-me para pedalar no triciclo  tão depressa até eu cair - e a minha avó a tentar acalmar-nos. 'Ó Fanie, tu ainda por cima a incentivas? E ela já tem o diabo no corpo.’ 
Em 1938, morreu o avô Fanie Cilliers, deixando as quatro mulheres paupérrimas. Ingrid mais tarde recordava: “Uma manhã, quando acordei,  a minha irmã veio ao pé de mim e disse: 'Olha sabes? O Oupa morreu.  O quarto dele está cheio de coroas de flores.”  A Ouma revelou-me uma coisa anos depois: 'Babs' (era assim que me chamavam) 'na noite em que o avô morreu, ele chamou-me e disse:' Annie, amo-te muito, porque carregaste os meus fardos. '"
Anna relatou mais tarde: "A Ingrid e eu não percebemos o quanto éramos pobres. Sabíamos que a Ouma tinha pouco dinheiro e que os dois filhos, AC Cilliers, da Universidade de Stellenbosch, e o tio Jacob, o advogado de Boksburg, enviavam dinheiro todos os meses. O meu pai também enviava umas libras por mês e, mais tarde, Ouma recebia a pensão - dezessete libras por mês, lembro-me bem. A mamã ficava de cama durante longos períodos, mas às vezes lá trabalhava. Uma vez ela trabalhou na SABC e nós gozáva-mos com ela  porque ela gostava tanto do Gideon Roos."
De acordo com Viljoen, "a mãe e a avó davam-lhes mais liberdade e mobilidade do o usual na época. Durante a morada em Gordon Bay, as duas raparigas costumavam brincar num pinhal a caminho da escola, e sentavam-se a lêr livros. Uma vez eles ficaram ausentes da escola por tanto tempo que o professor pensava que a família se tinha mudado  novamente. Aqui, elas podiam ter pequenos animais e continuar a explorar o veld e a praia. Colhiam frutos de plantas do veld, apanhavam marisco das piscinas naturais, brincavam com girinos no ribeiro atrás da casa e enterravam pequenos objetos chamados 'segredos' no chão. Não é de surpreender que a Baía de Gordon (Gordon Bay) fosse um dos espaços que mais tarde ganhariam importância simbólica na poesia de Ingrid."
Mais tarde, Anna relembrou da mãe: "Ela amava o nosso pai e nunca falou mal dele, mas não o queria ver. Uma vez encontrámo-la à janela, a puxar um pedaço de cordel e a repetir a mesma coisa: ‘Lá vem o Aben. Lá vem Aben. Foi internada no hospital psiquiátrico de Valkenberg e submeteram-na a uma cura de sono. Só me lembro dos olhos enormes e espantados da Ingrid no dia que de repente a mamã já não estava connosco. Mas como sempre, aIngrid não disse nada, com ela tudo ficava dentro."
O trauma desta experiência afetou Ingrid profundamente estreitou a relação com a avó, a única pessoa com quem falava sobre isto.
Pouco após o colapso mental, Beatrice Jonker  foi diagnosticada com cancro.
Enquanto ela estava a morrer, Ingrid e Anna visitavam a mãe tanto quanto possível. Contavam-lhe as histórias delas com rapazes, coisa que não ousavam fazer com a avó muito religiosa. Beatrice Jonker morreu de cancro em 6 de Agosto 1944.
Ingrid escreveu: "My moeder, sterwend, was so sonnig soos ‘n liewenheersbesie, so geheime, so verassend, so teer". ("Minha mãe, ao morrer, era uma joaninha ensolarada, tão cheia de segredos, tão surpreendente, tão tenra". ) 

## Poetisa
Ingrid Jonker começou a escrever poemas aos seis anos de idade e, aos dezesseis anos, submeteu a primeira coleção de poemas, Na die somer ("Depois do verão") à Nasionale Boekhandel. A editora não aceitou, mas o editor da empresa, DJ Opperman, convidou Ingrid para vir e discutir os poemas com ele. Opperman era um dos principais poetas do seu tempo e foi uma figura extremamente influente na literatura africâner. Ingrid sentiu-se muito intimidada quando foi vê-lo. Ficou no entanto animada por Opperman a levar a sério e lhe dar bons conselhos. Em duas ocasiões, em 1951,  novamente enviou-lhe mais poemas que Opperman comentou e a encorajou a enviar mais.
Ela continuou a enviar poemas para revistas populares como Die Huisgenoot, Naweekpos e Rooi Rose, além do jornal literário Standpunte. Ao fazê-lo, a sua poesia tornou-se mais sofisticada e polida. Ela também teve aulas de escultura, elocução e atuação.
A sua primeira publicação, Ontvlugting ("Fuga"),    materializou-se em 1956.

## Dissidente
O seu pai, outro escritor, editor e membro do Partido Nacional do Parlamento, foi nomeado presidente do comité parlamentar responsável pelas leis de censura na arte, publicações e entretenimento. Para grande embaraço de Abraham Jonker, a própria filha opôs-se fortemente às leis de censura sob a sua responsabilidade, e estas diferenças políticas tornaram-se domínio público. Com um discurso no parlamento, ele a deserdou como filha.
A depressão causada pela rejeição do pai e um aborto, levaram Ingrid a internamento no Hospital Psiquiátrico Valkenberg em 1961.
Depois disso, Ingrid Jonker ficou conhecida como um dos Die Sestigers, um grupo que também incluía Breyten Breytenbach, André Brink, Adam Small e Bartho Smit, todos militantes na oposição contra  o extremo nacionalismo afrikaner do Partido Nacional no poder.
Com Rook en oker, Jonker venceu o Prémio Literário Afrikaanse Pers-Boekhandel de £1000 (Afrikaans Press-Booksellers), e uma bolsa de estudos da Anglo American Corporation. O dinheiro permitiu a Ingrid realizar o sonho de viajar na Europa, onde visitou a Inglaterra, Holanda, França, Espanha e Portugal.Pediu a Jack Cope para acompanhá-la, mas ele recusou. Jonker então pediu a André Brink para se juntar a ela. Ele aceitou e foram para Paris e Barcelona juntos. Durante a viagem, Brink decidiu não deixar a esposa por Jonker e voltou para a África do Sul. Jonker interrompeu a sua tournée e voltou ao Cabo.
Jonker tinha começado a escrever uma nova coleção de poemas pouco antes da sua morte. Uma seleção desses poemas foi publicada postumamente na coleção Kantelson ("Toppling Sun"). Ela entretanto testemunhou um evento devastador: um bebé preto foi baleado por soldados brancos e morreu nos braços da mãe. Ela sublinhou de Dylan Thomas : "após a primeira morte, não há outra". Ela escreveu Die type (wat doodgeskiet is deur soldate by  Nyanga) ("A criança (que foi morta a tiros por soldados em Nyanga)").

## Vida pessoal
Ingrid Jonker casou-se com Pieter Venter em 1956, e a filha Simone nasceu em 1957. O casal mudou-se para Joanesburgo, mas três anos depois separaram-se. Jonker e a sua filha voltaram para a Cidade do Cabo.
Durante o mesmo período, ela teve casos com dois escritores, Jack Cope e André Brink.  Ela engravidou e fez um aborto, embora na época o aborto fosse ilegal na África do Sul.

## Morte
Na noite de 19 de Julho 1965, Ingrid Jonker dirigiu-se à praia em Three Anchor Bay, na Cidade do Cabo, entrou no mar e cometeu suicídio por afogamento.
A notícia da morte de Ingrid chocou aqueles que a conheceram. Jack Cope e Uys Krige foram convidados a identificar o corpo. Posteriormente, Cope anotou no seu diário: "Meu amor, desiludi-te. Há apenas uma falha irreparável - a falta de fé, a perda de coragem, o ser menor que o amor - amo-te um milhão de vezes."
Anna Jonker relatou mais tarde: "Quando cheguei ao Jack naquele dia, ele estava sentado à mesa, rodeado por todos os outros escritores - amigos - e todo o ódio estava concentrado nele. Todos o culpavam. "
André Brink estava em Pretória naquele dia e ficou cego por várias horas com o choque das notícias.
De acordo com Marjorie Wallace, "Abraham Jonker, estava numa viagem de caça quando Ingrid morreu. Quando acabaram por encontrá-lo, ele disse: 'No que me diz respeito, podem lançá-la de volta ao mar.' "
Simone foi enviada de avião para o pai e madrasta em Joanesburgo e só soube da morte da mãe após a chegada.
A psicóloga L.M. van der Merwe escreveu: "Pouco antes da sua morte, ela sublinhou um verso de Dylan Thomas:
'Após a primeira morte, não há outra'. . . desse modo ela confirmou que a despedida ocorreu de facto, muito antes de 19 de julho 1965.
Mas a ação física cometida naquela manhã torna muito difícil manter a perspectiva, julgar o valor da sua influência, porque naquele dia nasceu uma lenda."
Laurens van der Post disse mais tarde sobre Ingrid: "O suicídio dela para mim é quase como o suicídio da Africânerismo . . . Ela foi rejeitada pelo pai, o seu povo e seu amante, mesmo Uys tão absorto nas suas próprias emoções. . . Eu fiquei tão horrorizado. . . Pelos perigos de sua vulnerabilidade infantil, escrevi ao Jack Cope e implorei-lhe que fosse buscá-la à Europa e ofereci-lhe a passagem de graça. . . Mas uma vez que o Jack a conquistou, deu-lhe apenas migalhas da sua mente fria. Ele era a única pessoa ... que poderia tê-la salvado. Talvez ele tenha tentado, não sei. Posso ser injusto ... ela precisava, como todos nós, e alguns de nós agradecemos a Deus, de um coração humano carinhoso e compreensivo para nos acolher. "
Os amigos boémios de Ingrid haviam planejado originalmente um funeral secular para ela, no qual os seus poemas seriam declamados em voz alta.
Imdignado com a ideia, Abraham Jonker cancelou o programa e assumiu o controle dos preparativos. Segundo os jornais, Abraham estava determinado a impedir que o funeral da filha se tornasse um local de protesto contra o regime.
O funeral a 22 de Julho 1965, não teve serviço religioso, mas um ministro reformado holandês, Rev. J. L. van Rooyen, oficiado ao lado da sepultura. A irmã de Ingrid, Anna, boicotou o funeral em protesto contra a mudança nos arranjos.
No funeral, os grupos foram divididos. Num lado, a família Jonker, amigos de família e um grupo de detetives das Forças Especiais.
No outro lado, os amigos da Ingrid, da boemia literária da Cidade do Cabo.
Quando entrevistada para um documentário muitos anos depois, Simone Venter reconheceu os danos psicológicos causados pelo suicídio da sua mãe.
Mesmo assim, Simone disse:
"Ela queria morrer. Foi algo que ocupou o pensamento dela duma forma muito profunda. A escolha foi dela."

## Legado

### Direitos de Autor e escritos
Após a morte de Jonker, os direitos de autor e o controle de seu património literário e escritos foram concedidos a Jack Cope pelo Mestre do Tribunal. Ele estabeleceu o Ingrid Jonker Trust e foi administrador até à sua morte em 1991. A filha de Jonker, Simone Venter, é a beneficiária. Os direitos autorais continuam a ser depositados no Trust.
Os papéis literários de Jonker foram para o Museu Literário Nacional Inglês (NELM) em Grahamstown. A sua irmã, Anna Jonker emprestou-os com o intuito de escrever uma biografia sobre Ingrid. Novembro de 2005:

### Legado literário

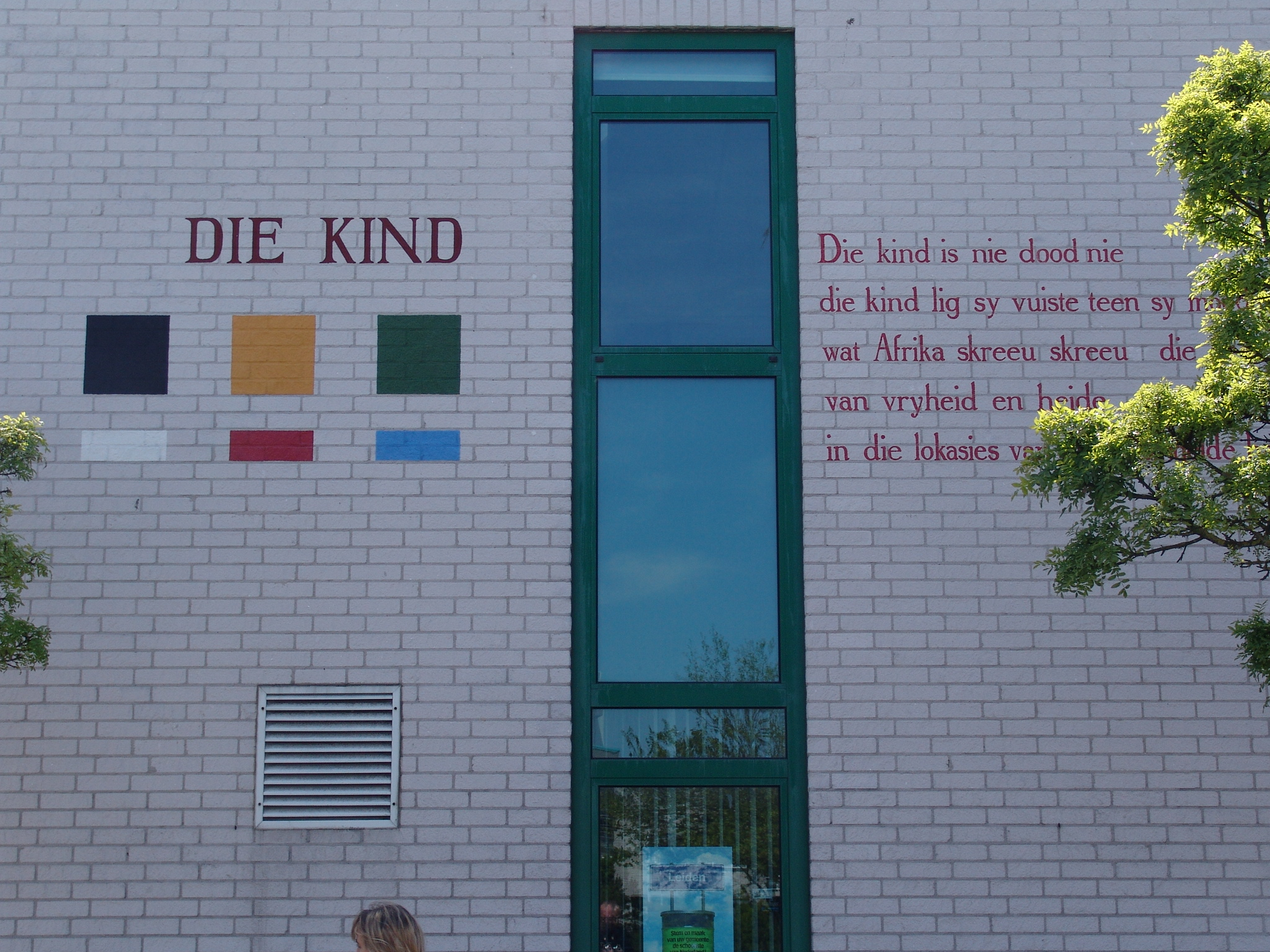
Die Kind como um poema mural em Leiden

A poesia de Jonker foi traduzida do africâner para inglês, alemão, francês, holandês, polaco, hindi e zulu, entre outros. Ela escreveu uma curta peça de teatro 'n Seun na my Hart ("Um filho do meu coração") sobre as ilusões de uma mãe sobre o filho deficiente. Jonker também escreveu vários contos.
Em 2007, foi lançado na África do Sul um documentário Ingrid Jonker, as suas Vidas e o Tempo, pela diretora de cinema e documentário sul-africana Helena Nogueira, nascida em Moçambique. Aclamado como o trabalho definitivo sobre Jonker, este foi o primeiro documentário literário a receber lançamento teatral na África do Sul.
Vários dos seus poemas foram gravados ao longo dos anos, começando com o ciclo de canções Vyf liedere para soprano e piano de Stefans Grové (1981) e cantadas por artistas como Laurika Rauch, Anneli van Rooyen e Chris Chameleon.
Em 2003, ddisselblom, um grupo de pop Afrikaans, lançou um CD com o mesmo nome, contendo a faixa Falkenburg, uma adaptação muito bem executada de "Ontvlugting", de Jonker.
Em 2005, Chris Chameleon (conhecido como o vocalista da banda sul-africana Boo! ) Lançou o álbum Ek Herhaal Jou ("I Repeat You"), que consistia em vários poemas de Jonker que ele havia escolhido para a música. O lançamento coincidiu com o 40º aniversário da morte de Jonker. Alguns dos poemas de Jonker que inspiraram as músicas de Chameleon são Bitterbessie Dagbreek ("Bitterberry Daybreak"), Lied van die gebreekte Riete ("Canção dos juncos quebrados") e Ontvlugting ("Fuga").
Também em 2007,  já estava em andamento uma longa-metragem sobre Ingrid Jonker com o título All that Breaks. Baseado num guião de Helena Nogueira, realizado no Market Theatre de Joanesburgo, o filme concentra-se em três anos na vida de Jonker e dos Sestigers que se reuniam à volta do poeta Uys Krige em Clifton, na Cidade do Cabo. O filme é produzido por David Parfitt (Shakespeare in Love ), Charles Moore ( Lista de Schindler ) e Shan Moodley e é dirigido por Nogueira.
Em 2011, a atriz holandesa Carice van Houten interpretou Ingrid Jonker na cinebiografia Black Butterflies, dirigida por Paula van der Oest. O filme também estreou o ator irlandês Liam Cunningham como Jack Cope e Rutger Hauer como Abraham Jonker. Apesar de ser uma produção totalmente holandesa sobre um poeta que falava e escrevia em Afrikaans, Black Butterflies foi filmado inteiramente em inglês.
Também em 2011, o músico sul-africano Chris Chameleon lançou um álbum das obras de Jonker, intitulado As Jy Weer Skryf ("Se Escreveres de Novo").
Em 2012, Nicola Haskins coreografou uma dança dramática que contava a história da vida de Jonker no National Arts Festival em Grahamstown e depois veio a ser apresentada em vários locais, incluindo a Universidade de Pretória.

## Biografia
A biógrafa de Jonker é Petrovna Metelerkamp, que publicou Ingrid Jonker - Beeld van 'n digterslewe ("Ingrid Jonker - Imagem da vida dum poeta") em 2003. Este livro contém novas perspetivas sobre a vida da poetisa e inclui cartas de amor (algumas não enviadas) e um relato ainda não publicado da noite da morte de Jonker pela sua amiga, Bonnie Davidtsz. Dizem que os honorários do livro suportam Simone Venter (filha de Ingrid Jonker) financeiramente. Uma versão atualizada em inglês desta biografia foi lançada em 2012: Ingrid Jonker - A Poet's Life .